# Frank Fois
Frank Fois, all'anagrafe Francesco Fois (Sassari, 15 gennaio 1993), è un chitarrista e cantante italiano di genere blues rock.

## Biografia
Frank iniziò a suonare la chitarra all'età di 3 anni, immediatamente ha mostrato una grande passione per la musica, specialmente per il blues. Nel 2001 ha preso parte ad un grande concerto organizzato dall'UNICEF nel quale ha suonato alcune canzoni originali, nel 2002 si è esibito in diversi spettacoli come cantante solista nei diversi teatri della Sardegna.
Frank fa la sua prima registrazione in studio all'età di 6 anni. In seguito, ha partecipato a diverse manifestazioni musicali in Italia avendo come esito il primo classificato.
Durante la sua vita, egli ha conosciuto diversi grandi artisti della musica blues, come Eric Clapton, Warren Haynes, Derek Trucks, B.B. King, Buddy Guy, Robert Cray, Gregg Allman, Johnny Winter, Joe Bonamassa, Mick Taylor, e molti altri.
Nel 2003 Frank ha iniziato a frequentare il Conservatorio di musica di Sassari, studiando Chitarra classica. Molto presto si esibisce nei teatri della Sardegna e nel resto d'Italia.
Durante il suo tour musicale del 2013, Frank si esibisce in Australia, e in diversi stati europei: Germania, Francia, Inghilterra, Italia.
Dopo essersi trasferito a New York nel 2014, Frank si esibisce nei migliori Blues club di Manhattan e Long Island come il BB King Blues Club, Terra Blues, Tammany Hall, Red Lion, e molti altri avendo la possibilità di confrontarsi con artisti ben noti della musica Blues.

## Strumentazione

### Chitarre elettriche
- Gibson ES-335 - acquistata nel 2002 da Frank Fois: uno degli strumenti preferiti dal chitarrista, in quanto, come da lui stesso dichiarato, ha un suono molto particolare rispetto agli altri strumenti che possiede. Tastiera in palissandro, e corpo in acero
- 1958 Gibson Les Paul - l'acquistò a New York, durante una tournée statunitense nel 2012. Questo è lo strumento più utilizzato da Frank poiché ha un suono inconfondibile che riconduce all'artista stesso. Tastiera in palissandro brasiliano, top in acero e corpo in mogano. La chitarra monta meccaniche "Grover" e un "tailpiece" costruito con un materiale risalente al 1900 che aggiunge un ottimo tocco allo strumento, e un grande calore al suono ricreando il classico suono vintage delle Les Paul 1958-1959
- 1960 Fender Stratocaster - ha un suono molto pulito e cristallino, la utilizza per determinate canzoni come gli "Slow Blues" ovvero i blues lenti
- Fender Stratocaster Eric Clapton Signature - acquistata dal chitarrista per riprodurre il classico tono di Eric Clapton
- 1985 Paul Reed Smith - un ottimo esemplare di PRS con manico e tastiera in acero, regalata al chitarrista nel 1995, uno dei pochi esemplari prodotti, principalmente viene utilizzata da lui stesso con lo slide o meglio "bottleneck" con acordatura aperta in E

### Amplificatori
- 1959 Marshall Superbass testata 100 Watt
- Fender Twin Reverb combo 100 Watt

## Stile e influenze
Il suo stile è ispirato a Eric Clapton, Peter Green e Gary Moore, ma con l'aggiunta di varianti e sfumature molto sottili e originali. Nel suo modo di suonare si può sentire il sentimento con il quale tocca le corde esprimendo tutte le sue emozioni. Parte fondamentale del suo stile è la voce, potente e graffiante, l'ideale per il blues.
Le sue influenze musicali sono Eric Clapton, Freddie King, B.B. King, Albert King, Muddy Waters, Buddy Guy, Peter Green, Mike Bloomfield, Jimi Hendrix

## Discografia

### Singoli
- 2015 - Red House - ProSound Records
- 2015 - World Keep on Turning - ProSound Records

### Album
- 2016 - Greatest Hits - Live in NYC - FFI Entertainment